# Wabag
Wabag is een stad in Papoea-Nieuw-Guinea, op 1830 m. hoogte gelegen aan de rivier de Lai. Het is de hoofdplaats van de provincie Enga. Wabag werd in 1934 'ontdekt' door Europeanen. In 1938-1939 werd er een radiostation gevestigd en een landingsbaan voor vliegtuigen aangelegd.
Wabag telde in 2000 bij de volkstelling 4072 inwoners.